# Quilapayún
Quilapayún (uttalas ki-la-pa-YÚN) är en folkmusikgrupp från Chile. Namnet betyder på mapudungun "tre skägg". Gruppen är en av de mest varaktiga och mest inflytelserika exponenterna av Nueva Canción Chilena (Ny Sång-rörelsen).
Gruppen bildades 1965 och förknippades starkt med den revolutionära populärmusiken under Salvador Allendes regeringstid.

## Historia
Quilapayún bildades 1965 när Julio Numhauser och bröderna Julio och Eduardo Carrasco blev en trio som kallade sig för "de tre skäggiga männen". 1966 träffade de Victor Jara med vilken de under många år upprätthöll ett nära och produktivt konstnärligt samarbete.
1967 spelade de in ett album med Victor Jara - Canciones Folkloricas de America. Samma år turnerade de i Sovjetunionen, Italien, Frankrike och andra delar av Europa.
Efter militärkuppen i Chile 1973 tvingades de i exil, och gruppen bosatte sig i Frankrike i mer än ett decennium.
En av deras mesta kända låtar är "El pueblo unido jamás será vencido", ungefär "Det enade folket kommer aldrig att besegras", skriven av den chilenske låtskrivaren och dramatikern Sergio Ortega.

## Diskografi

### Studioalbum
- Quilapayún (1966)
- Canciones Folklóricas de América (1967) (Quilapayún & Víctor Jara)
- X Vietnam (1968)
- Quilapayún Tres (1968)
- Basta (1969)
- Quilapayún Cuatro (1970)
- Cantata Santa María de Iquique (1970) (Quilapayún & Héctor Duvauchelle)
- Vivir como él (1971)
- Quilapayún Cinco (1972)
- La Fragua (1973)(Texto & Músic by Sergio Ortega)
- El pueblo unido jamás será vencido (Yhtenäistä Kansaa Ei Voi (1974)
- El pueblo unido jamás será vencido (album) (1975)
- Adelante (1975)
- Patria (1976)
- La marche et le drapeau (1977)
- Cantata Santa María de Iquique (Nueva versión) (1978) (Quilapayún & Jean-Louis Barrault)
- Umbral (1979)
- Darle al otoño un golpe de ventana... (1980)
- La revolución y las estrellas (1982)
- Sandino (1983)
- Tralalí Tralalá (1984)
- Survarío (1987)
- Los tres tiempos de América (1988) (Quilapayún + Paloma San Basilio)
- Latitudes (1992)
- Al horizonte (1999)

### Livealbum
- Enregistrement public (1977)
- Alentours (1980)
- Quilapayún en Argentina (1983) (Live in Argentina)
- Quilapayún en Argentina Vol II (1985) (Live in Argentina Vol. II)
- Quilapayún en Chile (1989) (Live in Chile)
- A Palau (2003)
- El Reencuentro (2004)
- Musica en la Memoria - Juntos en Chile (2005) (Inti-Illimani + Quilapayún together in Chile. Guests: Pancho Sazo, Los Bunkers, Mecânica Popular e Chancho en Piedra)

### Samlingar
- Quilapayún Chante Neruda (1983)
- Antología 1968-1992 (1998)
- La vida contra la muerte (2005)
- La fuerza de la historia (2006)